# Delta Arietis
Désignations
Delta Arietis (δ Ari / δ Arietis), également nommée Botein, est une étoile de la constellation du Bélier.
C'est une géante orange de type K avec une magnitude apparente de +4,35. Elle est à environ 168 années-lumière de la Terre et son diamètre est égal à 13 fois celui du Soleil.

## Nomenclature et histoire
δ Arietis, latinisé Delta Arietis, est la désignation de Bayer de l'étoile. Elle porte également la désignation de Flamsteed de 57 Arietis.

### Du ciel des Arabes à l'UAI

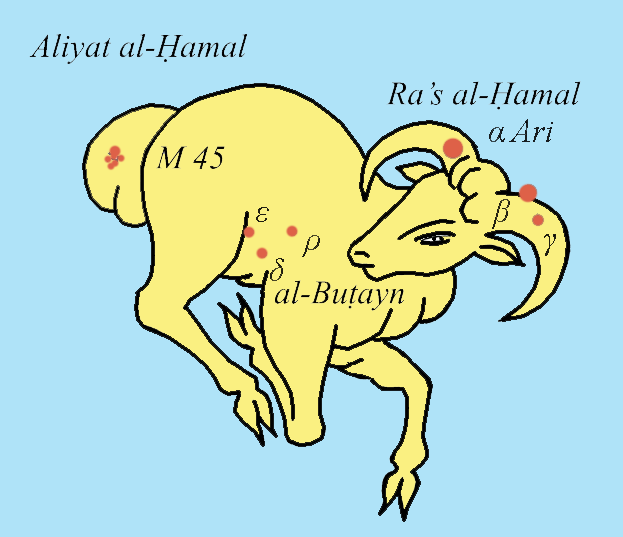
La figure de الحمل al-Ḥamal, « l'Agneau », dans le ciel arabe traditionnel.

Botein est le nom aujourd'hui approuvé pour δ Ari par l’Union astronomique internationale (UAI). C’est l'arabe بطين buţain, diminutif de بطن baţn "ventre", qui existe dans les calendriers arabes traditionnels et s’applique au « Superbélier » arabe, c’est-à-dire non pas la figure du Bélier gréco-arabe, adopté par les astronomes avec la traduction de la Μαθηματική σύνταξις de Claude Ptolémée, mais du Bélier venu de Mésopotamie par la voie araméenne (voir la constellation du Bélier), tel qu’il figure dans le calendrier arabe traditionnel des Manāzil al-qamar. Ce nom s'explique par le fait que الحمل al-ḥamal, littéralement « l'Agneau mâle de moins d'un an », est plus grand que le Bélier que nous connaissons par les Grecs, puisque les Pléiades sont situées sur sa queue (arabe الألية al-Aliya),.
Introduit par Giuseppe Piazzi (1814), à partir de la transcription ‘Botein’ du nom de la deuxième des Manāzil al-qamar ou « stations lunaires », dans la traduction du زيجِ سلطانی Zīğ-i Sulṭānī ou « Tables sultaniennes » d’Uluġ Bēg (1437) effectuée par Thomas Hyde (1665), il est dès lors passé dans les catalogues,,.

### En Chine

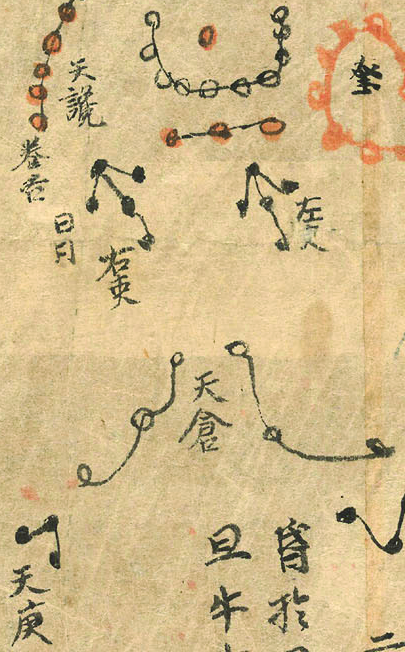
La constellation (星官 xīng guān) de 天阴 Tiān yīn sur la Carte de Dunhuang (ca. 649-684). Comme celles du石星经 Shí shì xīng jīn, « le Canon astral de Maître Shí », elles y sont indiquées en blanc.

天阴四 Tiān yīn sì, est, dans l’astronomie chinoise, le nom de δ Ari, soit la 4e étoile (星xīng) de la constellation (星官 xīng guān) de 天阴 Tiān yīn, « le Yin céleste », et correspond au groupe ε, ζ, τ, δ et 65 Ari dans le 巫咸氏 Wu Xian shì, « le Canon Wū xián » (av. Le IIIe s. de notre ère) et indiquées en blanc sur la Carte de Dunhuang (ca. 649-684).